# 고정빈
고정빈(1984년 2월 9일 ~ )은 대한민국의 축구 선수이며 포지션은 센터백이다.